# Aeromot AMT 600 Guri
L'Aeromot AMT-600 Guri est un monoplan biplace d’école à aile basse cantilever et train tricycle fixe brésilien.
Dérivé de la série des planeurs Ximango, cet appareil a été commandé en série pour remplacer les Aero Boero AB-115 comme avion d’entrainement de base dans les aéro-clubs brésiliens et le premier exemplaire de série est sorti d’usine le 11 novembre 2003.
Le 21 février 2004 Aeromot et Guizhou Aviation Industry of China ont signé un accord visant à la production en Chine d’une version à train escamotable du Guri destiné au marché asiatique. Cet accord prévoit la création d’une filiale, Ximango China, et la fourniture de 20 % de l’avion par Aeromot.